# 顺濞河

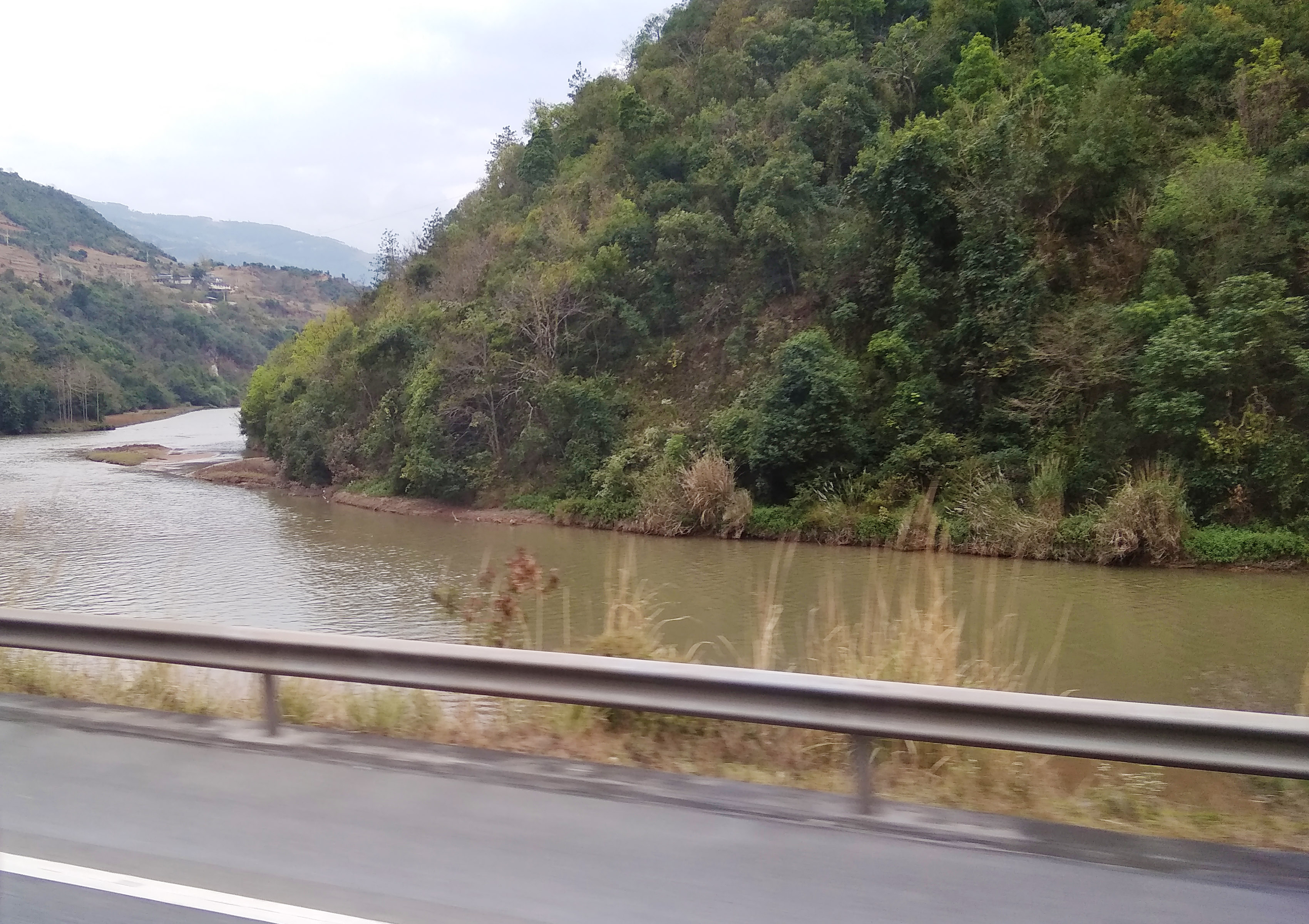
顺濞河汇入黑惠江河口处

顺濞河，又称胜备江，位于中国云南省西部，是黑惠江右岸支流，源流称关坪河，发源于云龙县关坪乡东北兔子坪西南麓，河源高程3456米。蜿蜒向东南流经关坪乡和团结彝族乡，过团结乡河东村的双河后成为云龙县和漾濞彝族自治县的界河（此段又称西理河），在漾濞县富恒乡以西转西流，之后成为永平县与漾濞县的界河，蜿蜒向南流至永平县龙街镇普渡村阿利碑东南折向东，进入漾濞县境内，经顺濞镇，于河边村东北汇入黑惠江。河长132.7千米，落差2162.7米，河道平均比降7.3‰，流域面积1716.5平方千米。流域地处滇西横断山地区，地貌多为高中山宽谷，山峦重叠，峰高坡陡。